# Parapolycentropus
Parapolycentropus — викопний рід скорпіонових мух вимерлої родини Pseudopolycentropodidae, що існував у пізній крейді (99—95 млн років тому). Викопні рештки знайдені у бірманському бурштині.

## Види
- Parapolycentropus burmiticus (Grimaldi and Rasnitsyn 2005)
- Parapolycentropus paraburmiticus (Grimaldi and Rasnitsyn 2005)